# Malcolm Muggeridge
Thomas Malcolm Muggeridge (Croydon, Surrey, 24 de março de 1903 – Robertsbridge, 14 de novembro de 1990) foi um jornalista, escritor, satirista, soldado-espião e um acadêmico cristão britânico.
Mugeridege lutou na Segunda Guerra Mundial, foi espião do MI6 e reitor da Universidade de Edinburgo. Quando jovem, Muggeridge era um simpatizante de esquerda mas posteriormente rejeitou o comunismo e denunciou o genocídio promovido por Josef Stalin na Ucrânia criticando fortemente a ocultação deste acontecimento realizada por jornalistas simpáticos à ditadura soviética.
Tendo passado boa parte de sua vida como agnóstico, Muggeride se converteu ao cristianismo, e escreveu "Redescobrindo Jesus" em 1969, uma coleção de sermões e artigos sobre sua nova fé. Em 1976 escreveu Jesus, O Homem Que Vive, um best seller.
Muggeridge em seus últimos anos ajudou a popularizar Madre Teresa de Calcutá e defendeu a Igreja Católica.